# Redmi Note 5 Pro
Redmi Note 5 Pro è uno smartphone prodotto da Xiaomi nel febbraio 2018. Esso è un dispositivo di fascia media che si colloca su una fascia di prezzo medio/bassa. Il Whyred è caratterizzato da una significativa autonomia della batteria , ottime prestazioni generali e possibilità di customizzazione. Vanta di un'animata community di modding che è riuscita ad ottimizzare ulteriormente il dispositivo.

## Caratteristiche tecniche
Schermo da 5.99 pollici IPS LCD
Risoluzione 1080 x 2160 rapporto 18:9 403 (ppi densità schermo)
OS Android 7.1.2 aggiornabile a 9.0
MIUI 11
Processore Qualcomm Snapdragon 636
GPU Adreno 509
Memoria
64/4
32/3